# Bukovica Utinjska
Bukovica Utinjska is een plaats in de gemeente Vojnić in de Kroatische provincie Karlovac. De plaats telt 144 inwoners (2001).